# Maurice Delabie
Maurice Delabie est un industriel et homme politique français né le 20 août 1887 à Friville-Escarbotin (Somme) et décédé le 16 octobre 1959 à Bouvaincourt-sur-Bresle (Somme)

## Biographie
Il est maire de Bouvaincourt-sur-Bresle de 1921 à 1959 ainsi que conseiller d'arrondissement de Gamaches, depuis 1928. Il se présente aux élections législatives de 1932 dans la  deuxième circonscription d'Abbeville et détrône le député sortant Henri des Lyons de Feuchin et est en réélu en 1936. La même année, il devient conseiller général du canton de Gamaches jusqu'en 1940. 
Son épouse, Marcelle Delabie est  sénatrice de la Somme de 1948 à 1958, puis députée de la Somme de 1958 à 1962

## Sources
- Ressource relative à la vie publique :   - Base Sycomore
- « Maurice Delabie », dans le Dictionnaire des parlementaires français (1889-1940), sous la direction de Jean Jolly, PUF, 1960 [détail de l’édition]